# Benito Floro
Benito Floro, född 2 juni 1952, är en spansk fotbollstränare.
Benito Floro var tränare för det kanadensiska landslaget 2013–2016.